# Afonso Figueiredo
Afonso Figueiredo (Lisboa, 6 de janeiro de 1993) é um ex-futebolista profissional português que atuava como defesa. 
Reformou-se da profissão de futebolista a 3 de Março de 2024. 

## Carreira

### Formação
A formação do jogador dividiu-se entre o Sporting Clube de Portugal, Clube de Futebol "Os Belensenses" e o Sporting de Braga. 

### Braga B
Foi na equipa B dos arsenalistas que o jogador realizou a sua estreia como jogador sénior, na época 2012/2013.

### Boavista
O defesa-esquerdo chegou ao Bessa em 2013/2014, onde ficou durante três temporadas e realizou 72 jogos pelos axadrezados. 

### Rennes
Apesar do interesse de clubes como o Sporting ou Benfica na sua contratação, em julho de 2016 o jogador é confirmado como reforço do Rennes por quatro temporadas.

### Empréstimo ao Levski de Sofia
No final de janeiro de 2018 é anunciado o seu empréstimo ao Levski de Sofia, da Hungria, válido até junho do mesmo ano.

### O regresso a Portugal
Depois de se devincular contratualmente pelo Rennes, o defesa assina pelo Rio Ave.

### CD Aves
Apenas uma época depois, Afonso Figueiredo muda de ares e ingressa no Desportivo das Aves no mercado de verão de 2019, num acordo válido por três temporadas. 
A sua passagem pelo emblema de Santo Tirso nunca foi fácil, pois atravessou uma fase em que o clube tinha dívidas e salários em atraso.
Acaba por sair no final da temporada de 2019/2020, sem explicar o motivo para tal, após o emblema ter sido relegado à segunda divisão portuguesa.

### Moreirense
Nova época e novo desafio para o defesa, que assina pelo Moreirense até junho de 2021.

### Estrela da Amadora
Em setembro de 2022 o lateral assina por um novo clube, o Estrela da Amadora até junho de 2023.

### Penafiel
Em 2022 assina contrato válido por uma temporada com a equipa do FC Penafiel, para colmatar a lesão do também defesa-esquerdo Bruno Pereira.